# Эпплгейт, Кристина
Кристи́на Э́пплгейт (англ. Christina Applegate; род. 25 ноября 1971, Голливуд, Лос-Анджелес, Лос-Анджелес, Калифорния, США) — американская актриса

, кинопродюсер, телепродюсер, танцовщица

 и филантроп. Лауреат премии «Эмми» (2003), номинантка на премии «Золотой глобус» (1999, 2008, 2009, 2020) и «Тони» (2005). Обладательница звезды на голливудской «Аллея славы» за вклад в развитие телевидения (2022).

## Ранние годы
Кристина Эпплгейт родилась 25 ноября 1971 года в Голливуде, Лос-Анджелес, штат Калифорния, США. Её отец, Роберт Уильям Эпплгейт (1942—2025), был штатным продюсером «Dot Records», а мать, Нэнси Придди (род. 1941), — певица и актриса. Её назвали в честь картины Эндрю Уайета «Мир Кристины», в честь которой её мать также назвала песню из своего альбома «You’ve Come This Way Before». Родители Эпплгейт развелись в 1972 году. У неё есть младшие единокровные сестра и брат — Алиса (род. 1977) и Кайл (род. 1981). В детстве Эпплгейт обучалась танцам в разных стилях, включая джазовый и балету.

## Карьера

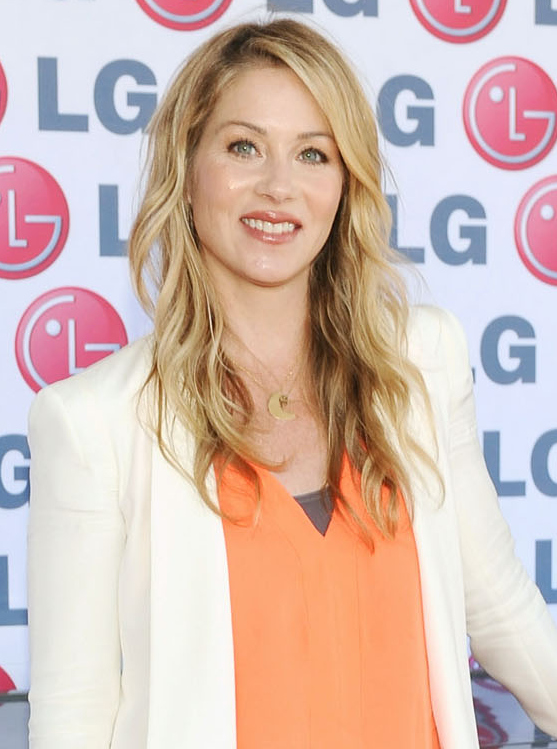
Эпплгейт, июнь 2012 г.

Эпплгейт дебютировала на телевидении в трёхмесячном возрасте, появившись в роли Берта Гриззелла в эпизоде мыльной оперы «Дни нашей жизни» от 7 марта 1972 года и снявшись в рекламе детских бутылочек Playtex.
В 1981 году состоялся кинодебют Эпплгейт в фильме «Челюсти Сатаны», в котором она исполнила роль Ким Перри. Она также появилась в таких фильмах как «Не говори маме, что няня умерла» (1991), «Большое дело» (1998), «Милашка» (2002), «Вид сверху лучше» (2003), «Похищение Парсонса» (2003), «Телеведущий: Легенда о Роне Бургунди» (2004), «Безбрачная неделя» (2011), «Телеведущий 2: И снова здравствуйте» (2013), «Каникулы» (2015), «Очень плохие мамочки» (2016) и «Ночлежка» (2017). На телевидении онаа известна ролями в сериалах «Сердце города» (1986—1987), «Женаты… с детьми» (1987—1997), «Джесси» (1998—2000), «Друзья» (2002—2003), «Кто такая Саманта?» (2007—2009), «Всю ночь напролёт» (2011—2012) и «Мёртв для меня» (2019—2022).
Эпплгейт была одним из основателей группы «The Pussycat Dolls», дебютировавшей в «Viper Room» Джонни Деппа на Сансет-стрип в 1995 году, и была ведущей группы, когда она перешла в театр Рокси в 2002 году.
Эпплгейт появилась в театральных постановках «Джаз топорщика», «Никто не уйдёт с пустыми руками», «Прохождение» и «Третий день». С 2004 года по 31 декабря 2005 года она играла Чарити Хоуп Валентайн в мюзикле «Милая Чарити» на Бродвее.
Эпплгейт является лауреатом (2003) и семикратной номинанткой (2004, 2008, 2009, 2019, дважды в 2020, 2023) на премию «Эмми», четырёхкратной номинанткой на премию «Золотой глобус» (1999, 2008, 2009, 2020) и номинанткой на премию «Тони» (2005).
14 ноября 2022 года Эпплгейт получила звезду на голливудской «Аллея славы» за вклад в развитие телевидения.

## Личная жизнь
С 2001 по 2007 год Эпплгейт была замужем за актёром Джонатоном Шеком.
С 23 февраля 2013 года Эпплгейт замужем за музыкантом Мартином Леноблем, с которым она состоит в отношениях с 2008 года. У супругов есть дочь — Сейди Грейс Ленобль (род. 27 января 2011).

### Проблемы со здоровьем
11 марта 2005 года Эпплгейт сломала кость правой ноги во время исполнения заглавной роли в бродвейском мюзикле «Милая Чарити» в Чикаго. Во время предварительного просмотра было объявлено, что мюзикл закроется, но Эпплгейт удалось убедить продюсеров изменить своё решение. 18 апреля Эпплгейт вернулась к роли и ей пришлось носить специальную обувь на сцене во избежание ещё одного несчастного случая. В 2013 году Эпплгейт рассказала, что из-за последствий травмы она больше не имеет возможности исполнять танцевальные роли.
В августе 2008 года было сообщено, что у Эпплгейт диагностировали рак молочной железы. Представитель актрисы заявил, что болезнь была обнаружена на ранней стадии с помощью МРТ и не представляет угрозы для жизни. После двойной мастэктомии, несмотря на то, что рак был обнаружен только в одной груди, и последующего лечения, Эпплгейт полностью выздоровела.
В сентябре 2017 года Эпплгейт перенесла операцию по удалению яичников и фаллопиевых труб после обнаруженной у неё генетической особенности — мутации BRCA1, которая может спровоцировать рак молочной железы и яичников.
В августе 2021 года Эпплгейт объявила, что несколькими месяцами ранее у неё был диагностирован рассеянный склероз. Болезнь повлияла на съёмочный процесс финального сезона сериала «Мёртв для меня» и во время работы Эпплгейт приходилось пользоваться инвалидным креслом и тростью, а в сценах, где она стоит, её физически поддерживали члены съёмочной группы. В результате болезни Эпплгейт набрала около двадцати килограммов и передвигается исключительно с тростью. В мае 2023 году она сообщила, что не планирует возвращаться на экран из-за проблем со здоровьем, но открыта для работы в озвучивании и за кулисами.
В апреле 2024 года Эпплгейт перенесла саповирус и COVID-19.

## Филантропия
Эпплгейт поддерживала Фонд индустрии развлечений, Adopt-A-Classroom, Фонд кино и телевидения, Всемирное общество защиты животных и проект Тревора. В 2003 году она была представителем Национального дня джинсов Ли, который собирает средства на работу по повышению осведомлённости о раке молочной железы и исследования болезни. После того, как ей поставили диагноз «рак молочной железы», она появилась в специальном телевизионном выпуске «Stand Up to Cancer» от 5 сентября 2008 года, призванном собрать средства на исследования рака молочной железы.
В 2009 году Эпплгейт объявила о планах вернуться в качестве посла Национального дня джинсов Ли. В том же году она основала благотворительный фонд «Right Action for Women», занимающийся скринингом женщин на рак молочной железы и сосредоточивший внимание на том типе МРТ, который спас ей жизнь. В феврале 2015 года она была награждена премией Saint Vintage Love Cures на 2-м ежегодном мероприятии unite4:humanity, организованном журналом Variety, за преданность и работу с «Right Action for Women».

## Фильмография

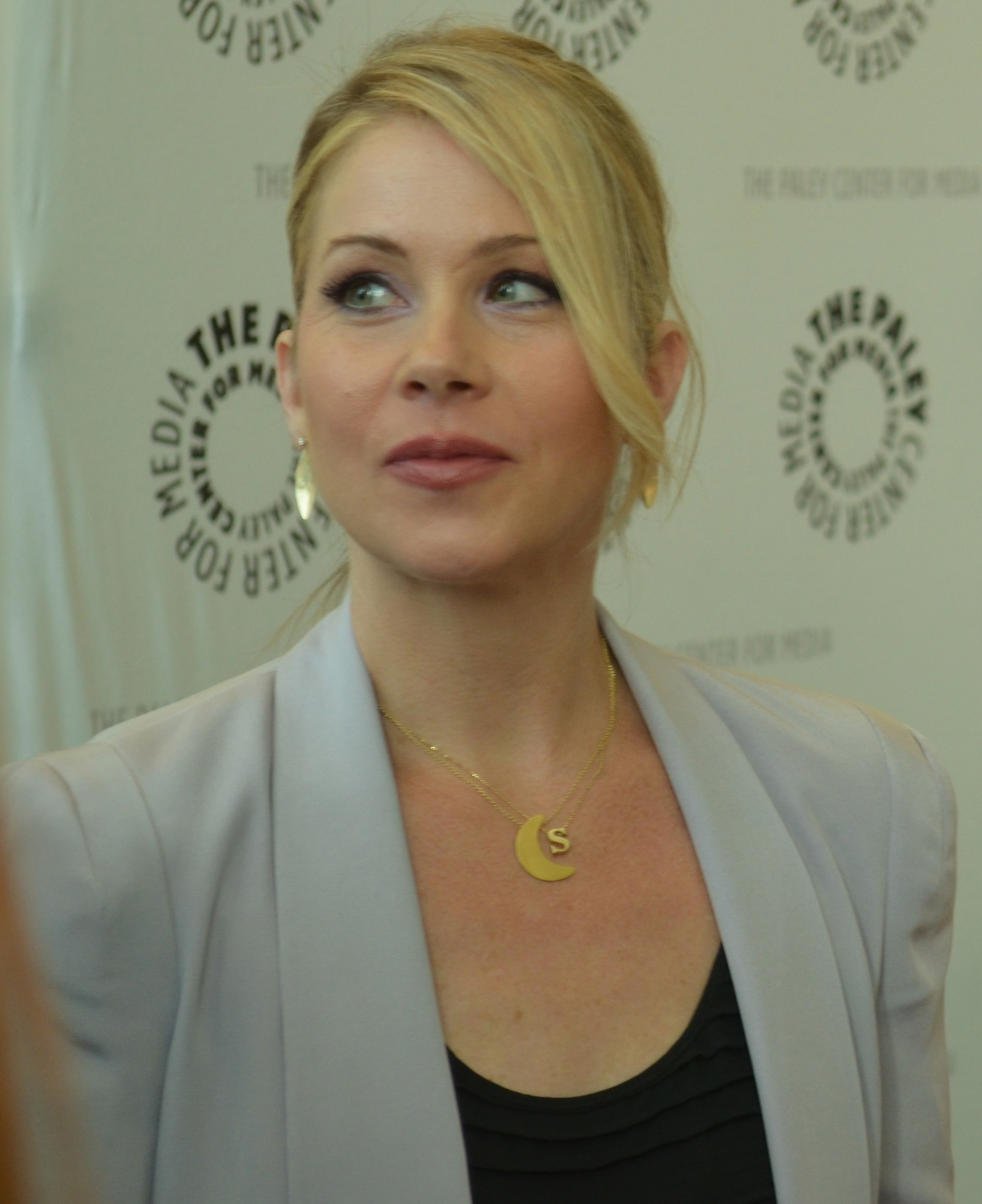
Эпплгейт на кастинговой панели «Всю ночь напролёт» в PaleyFest, 2012 г.

| Год       |     | Русское название                                              | Оригинальное название                                            | Роль                       |
| --------- | --- | ------------------------------------------------------------- | ---------------------------------------------------------------- | -------------------------- |
| 1972      | с   | Дни нашей жизни                                               | Days of Our Lives                                                | Берт Гриззелл              |
| 1981      | ф   | Челюсти Сатаны                                                | Jaws of Satan                                                    | Ким Перри                  |
| 1981      | ф   | Битломания                                                    | Beatlemania                                                      | танцовщица                 |
| 1981      | с   | Отец Мерфи                                                    | Father Murphy                                                    | Ада                        |
| 1983      | тф  | Грейс Келли                                                   | Grace Kelly                                                      | Грейс Келли в юности       |
| 1984—1985 | с   | Чарльз в ответе                                               | Charles in Charge                                                | Стейси                     |
| 1985      | с   | Вашингтон                                                     | Washingtoon                                                      | Салли Форхед               |
| 1985—1986 | с   | Всё ещё Бивер                                                 | Still the Beaver                                                 | Уэнди / Мэнди              |
| 1986      | с   | Всё прощено                                                   | All Is Forgiven                                                  | Симон                      |
| 1986      | с   | Удивительные истории                                          | Amazing Stories                                                  | Холли                      |
| 1986      | с   | Серебряные ложки                                              | Silver Spoons                                                    | Джинни Боленс              |
| 1986—1987 | с   | Сердце города                                                 | Heart of the City                                                | Робин Кеннеди              |
| 1987      | с   | Семейные узы                                                  | Family Ties                                                      | Киттен                     |
| 1987—1997 | с   | Женаты… с детьми                                              | Married with Children                                            | Келли Банди                |
| 1988      | с   | Джамп-стрит, 21                                               | 21 Jump Street                                                   | Тина                       |
| 1988      | тф  | Танцы до рассвета                                             | Dance ’til Dawn                                                  | Патрис Джонсон             |
| 1990      | ф   | Улицы                                                         | Streets                                                          | Дон                        |
| 1990      | тф  | День Земли, специальный выпуск                                | The Earth Day Special                                            | Келли Банди                |
| 1991      | с   | Верхняя часть кучи                                            | Top of the Heap                                                  | Келли Банди                |
| 1991      | ф   | Не говори маме, что няня умерла                               | Don’t Tell Mom the Babysitter’s Dead                             | Сью Эллен «Суэлл» Кранделл |
| 1993      | с   | Горец                                                         | Highlander                                                       | Грета                      |
| 1994      | ф   | По ту сторону Луны                                            | Across the Moon                                                  | Кэти                       |
| 1995      | ф   | Дикий Билл                                                    | Wild Bill                                                        | Ларлин Ньюкомб             |
| 1996      | в   | Вибрации                                                      | Vibrations                                                       | Анамика                    |
| 1996      | ф   | Марс атакует!                                                 | Mars Attacks!                                                    | Шарона                     |
| 1997      | с   | Поли                                                          | Pauly                                                            | Мэрайя                     |
| 1997      | ф   | Нигде                                                         | Nowhere                                                          | Дингбат                    |
| 1998      | ф   | Возвращение Клодин                                            | Claudine’s Return                                                | Клодин Ван Дузен           |
| 1998      | ф   | Большое дело                                                  | The Big Hit                                                      | Пэм Шульман                |
| 1998      | ф   | Мафия!                                                        | Mafia!                                                           | Дайан Стин                 |
| 1998—2000 | с   | Джесси                                                        | Jesse                                                            | Джесси Уорнер              |
| 1999      | ф   | Закон мести                                                   | Out in Fifty                                                     | Лайла                      |
| 2000      | ф   | В тени                                                        | The Giving Tree                                                  | Эмили                      |
| 2001      | ф   | Пришельцы в Америке                                           | Just Visiting                                                    | Розалин / Джулия           |
| 2001      | ф   | Любовь всё меняет                                             | Sol Goode                                                        | девушка в баре             |
| 2001      | тф  | Сказочный принц                                               | Prince Charming                                                  | Кейт / принцесса Гвендолин |
| 2002      | ф   | Милашка                                                       | The Sweetest Thing                                               | Кортни Рокклифф            |
| 2002      | кор | Герои                                                         | Heroes                                                           | жена                       |
| 2002—2003 | с   | Друзья                                                        | Friends                                                          | Эми Грин                   |
| 2003      | ф   | Вид сверху лучше                                              | View from the Top                                                | Кристин Монтгомери         |
| 2003      | ф   | Уондерленд                                                    | Wonderland                                                       | Сьюзан Лауниус             |
| 2003      | ф   | Похищение Парсонса                                            | Grand Theft Parsons                                              | Барбара                    |
| 2004      | ф   | Герой месяца                                                  | Employee of the Month                                            | Сара Гудвин                |
| 2004      | мс  | Царь горы                                                     | King of the Hill                                                 | Колетт / адвокат           |
| 2004      | ф   | Телеведущий: Легенда о Роне Бургунди                          | Anchorman: The Legend of Ron Burgundy                            | Вероника Корнингстоун      |
| 2004      | ф   | Пережить Рождество                                            | Surviving Christmas                                              | Алисия Валко               |
| 2004      | мс  | Отец прайда                                                   | Father of the Pride                                              | Кэнди                      |
| 2004      | в   | Проснитесь, Рон Бургунди: Потерянный фильм                    | Wake Up, Ron Burgundy: The Lost Movie                            | Вероника Корнингстоун      |
| 2005      | тф  | Дневник Сюзанны для Николаса                                  | Suzanne’s Diary for Nicholas                                     | доктор Сюзанна Бедфорд     |
| 2005      | кор | Вальс на волнах                                               | Tilt-A-Whirl                                                     | клиентка №1                |
| 2007      | в   | Фарс пингвинов                                                | Farce of the Penguins                                            | Мелисса                    |
| 2007—2009 | с   | Кто такая Саманта?                                            | Samantha Who?                                                    | Саманта «Сэм» Ньюли        |
| 2008      | с   | Рино 911!                                                     | Reno 911!                                                        | Симджи                     |
| 2008      | ф   | Голый барабанщик                                              | The Rocker                                                       | Ким Пауэлл                 |
| 2009      | мф  | Элвин и бурундуки 2                                           | Alvin and the Chipmunks: The Squeakquel                          | Бриттани Миллер            |
| 2010      | ф   | Кошки против собак: Месть Китти Галор                         | Cats & Dogs: The Revenge of Kitty Galore                         | Кэтрин                     |
| 2010      | ф   | На расстоянии любви                                           | Going the Distance                                               | Коринн                     |
| 2010      | кор | DVD пренатальных танцев на пилоне                             | Prenatal Pole Dancing DVD                                        | Рокси Федаро               |
| 2011      | ф   | Безбрачная неделя                                             | Hall Pass                                                        | Грейс Сиринг               |
| 2011      | мф  | Элвин и бурундуки 3                                           | Alvin and the Chipmunks: Chipwrecked                             | Бриттани Миллер            |
| 2011—2012 | с   | Всю ночь напролёт                                             | Up All Night                                                     | Рейган Бринкли             |
| 2013      | ф   | Телеведущий 2: И снова здравствуйте                           | Anchorman 2: The Legend Continues                                | Вероника Корнингстоун      |
| 2014      | мф  | Книга жизни                                                   | The Book of Life                                                 | Мэри Бет                   |
| 2014      | ки  | Книга жизни: Сахарный удар                                    | Book of Life: Sugar Smash                                        | Мэри Бет                   |
| 2015      | ф   | Каникулы                                                      | Vacation                                                         | Дебби Флетчер-Гризвольд    |
| 2015      | ф   | Элвин и бурундуки: Грандиозное бурундуключение                | Alvin and the Chipmunks: The Road Chip                           | Бриттани Миллер            |
| 2015      | кор | Мерил: прижизненный биографический фильм с Кристиной Эпплгейт | Meryl: The Lifetime Biopic with Christina Applegateina Applegate | Мерил Стрип                |
| 2015      | с   | Интернет-терапия                                              | Web Therapy                                                      | Дженни Болонья             |
| 2015      | с   | Гриндер                                                       | The Grinder                                                      | Гейл Будник                |
| 2016      | ф   | Молодость в Орегоне                                           | Youth in Oregon                                                  | Кейт Глисон                |
| 2016      | ф   | Очень плохие мамочки                                          | Bad Moms                                                         | Гвендолин Джеймс           |
| 2017      | ф   | Ночлежка                                                      | Crash Pad                                                        | Морган                     |
| 2017      | ф   | Очень плохие мамочки 2                                        | A Bad Moms Christmas                                             | Гвендолин Джеймс           |
| 2018      | мс  | Спроси у Сториботов                                           | Ask the StoryBots                                                | Пекарь                     |
| 2019—2022 | с   | Мёртв для меня                                                | Dead to Me                                                       | Джен Хардинг               |

### Театр
| Год       | Русское название                | Оригинальное название      | Роль                  | Театр                |
| --------- | ------------------------------- | -------------------------- | --------------------- | -------------------- |
|           | Джаз топорщика                  | The Axeman’s Jazz          |                       |                      |
|           | Никто не уйдёт с пустыми руками | Nobody Leaves Empty Handed |                       |                      |
|           | Прохождение                     | The Runthrough             |                       |                      |
|           | Третий день                     | The Third Day              |                       |                      |
| 2004—2005 | Милая Чарити                    | Sweet Charity              | Чарити Хоуп Валентайн | Театр Аль Хиршфельда |

### Видеоклипы
| Год  | Оригинальное название | Роль    | Исполнитель      |
| ---- | --------------------- | ------- | ---------------- |
| 1990 | Rattlesnake Kisses    | девушка | Electric Angels  |
| 2006 | A Public Affair       | подруга | Джессика Симпсон |

### Продюсер
| Год       | Название            | Оригинальное название |
| --------- | ------------------- | --------------------- |
| 1998—2000 | Джесси              | Jesse                 |
| 2001      | Одеяла обездоленным | Comforters, Miserable |
| 2007—2009 | Кто такая Саманта?  | Samantha Who?         |
| 2011—2012 | Всю ночь напролёт   | Up All Night          |
| 2015      | На крючке           | Hooked                |
| 2019—2022 | Мёртв для меня      | Dead to Me            |

## Награды и номинации

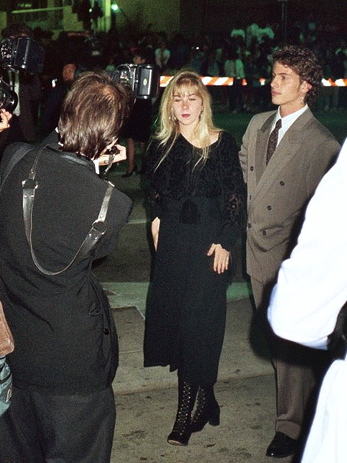
Эпплгейт на губернаторском балу после 41-й церемонии вручения премии «Эмми», сентябрь 1989 г.

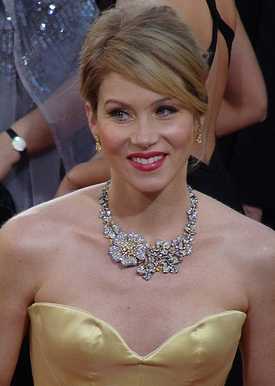
Эпплгейт на 66-й церемонии вручения премии «Золотой глобус», январь 2009 г.

| Год  | Премия                                   | Категория                                                        | Работа                              | Результат |
| ---- | ---------------------------------------- | ---------------------------------------------------------------- | ----------------------------------- | --------- |
| 1987 | Молодой актёр                            | Исключительная игра молодой актрисы в новом телесериале          | Сердце города                       | Победа    |
| 1988 | Молодой актёр                            | Лучшая молодая актриса в новом телевизионном комедийном сериале  | Женаты… с детьми                    | Номинация |
| 1989 | Молодой актёр                            | Лучшая молодая актриса в телевизионном комедийном сериале        | Женаты… с детьми                    | Победа    |
| 1992 | Kids’ Choice Awards                      | Любимая телеактриса                                              | Женаты… с детьми                    | Номинация |
| 1992 | MTV Movie Awards                         | Самая желанная женщина                                           | Не говори маме, что няня умерла     | Номинация |
| 1992 | Молодой актёр                            | Выдающийся молодой актёрский ансамбль в кинофильме               | Не говори маме, что няня умерла     | Номинация |
| 1999 | Золотой глобус                           | Лучшая женская роль в телевизионном сериале — комедия или мюзикл | Джесси                              | Номинация |
| 1999 | People’s Choice Awards                   | Любимая актриса нового телесериала                               | Джесси                              | Победа    |
| 1999 | TV Guide Awards                          | Любимая звезда в новом сериале                                   | Джесси                              | Победа    |
| 2003 | Teen Choice Awards                       | Лучший кинозлодей                                                | Вид сверху лучше                    | Номинация |
| 2003 | Эмми                                     | Лучшая приглашённая актриса в комедийном телесериале             | Друзья                              | Победа    |
| 2004 | Эмми                                     | Лучшая приглашённая актриса в комедийном телесериале             | Друзья                              | Номинация |
| 2005 | Тони                                     | Лучшая женская роль в мюзикле                                    | Милая Чарити                        | Номинация |
| 2005 | Драма Деск                               | Лучшая актриса мюзикла                                           | Милая Чарити                        | Номинация |
| 2005 | Театральный мир                          | Премия Театрального мира                                         | Милая Чарити                        | Победа    |
| 2008 | Золотой глобус                           | Лучшая женская роль в телевизионном сериале — комедия или мюзикл | Кто такая Саманта?                  | Номинация |
| 2008 | Премия Гильдии киноактёров США           | Лучшая женская роль в комедийном сериале                         | Кто такая Саманта?                  | Номинация |
| 2008 | Teen Choice Awards                       | Лучшая телевизионная актриса в комедии                           | Кто такая Саманта?                  | Номинация |
| 2008 | Премия Ассоциации телевизионных критиков | Личные достижения в комедии                                      | Кто такая Саманта?                  | Номинация |
| 2008 | Спутник                                  | Лучшая женская роль в телевизионном сериале — комедия или мюзикл | Кто такая Саманта?                  | Номинация |
| 2008 | Эмми                                     | Лучшая женская роль в комедийном телесериале                     | Кто такая Саманта?                  | Номинация |
| 2009 | Золотой глобус                           | Лучшая женская роль в телевизионном сериале — комедия или мюзикл | Кто такая Саманта?                  | Номинация |
| 2009 | Эмми                                     | Лучшая актриса в комедийном сериале                              | Кто такая Саманта?                  | Номинация |
| 2009 | Премия Гильдии киноактёров США           | Лучшая женская роль в комедийном сериале                         | Кто такая Саманта?                  | Номинация |
| 2009 | TV Land Award                            | Премия «Новатор»                                                 | Женаты… с детьми                    | Победа    |
| 2009 | People’s Choice Awards                   | Любимая женщина-телезвезда                                       | Кто такая Саманта?                  | Победа    |
| 2010 | Премия Гильдии киноактёров США           | Лучшая женская роль в комедийном сериале                         | Кто такая Саманта?                  | Номинация |
| 2012 | Спутник                                  | Лучшая женская роль в телевизионном сериале — комедия или мюзикл | Всю ночь напролёт                   | Номинация |
| 2014 | Teen Choice Awards                       | Лучшая киноактриса в комедии                                     | Телеведущий 2: И снова здравствуйте | Номинация |
| 2019 | Эмми                                     | Лучшая женская роль в комедийном телесериале                     | Мёртв для меня                      | Номинация |
| 2020 | Золотой глобус                           | Лучшая женская роль в телевизионном сериале — комедия или мюзикл | Мёртв для меня                      | Номинация |
| 2020 | Выбор критиков                           | Лучшая женская роль в комедийном сериале                         | Мёртв для меня                      | Номинация |
| 2020 | Премия Гильдии киноактёров США           | Лучшая актриса в комедийном сериале                              | Мёртв для меня                      | Номинация |
| 2020 | Спутник                                  | Лучшая женская роль в телевизионном сериале — комедия или мюзикл | Мёртв для меня                      | Номинация |
| 2020 | Премия Ассоциации телевизионных критиков | Личные достижения в комедии                                      | Мёртв для меня                      | Номинация |
| 2020 | Эмми                                     | Лучший комедийный сериал                                         | Мёртв для меня                      | Номинация |
| 2020 | Эмми                                     | Лучшая женская роль в комедийном телесериале                     | Мёртв для меня                      | Номинация |
| 2021 | Выбор критиков                           | Лучшая женская роль в комедийном сериале                         | Мёртв для меня                      | Номинация |
| 2021 | Спутник                                  | Лучшая женская роль в телевизионном сериале — комедия или мюзикл | Мёртв для меня                      | Номинация |
| 2021 | Премия Гильдии киноактёров США           | Лучшая женская роль в комедийном сериале                         | Мёртв для меня                      | Номинация |
| 2021 | Премия Гильдии киноактёров США           | Лучший актёрский состав в комедийном сериале                     | Мёртв для меня                      | Номинация |
| 2023 | Выбор критиков                           | Лучшая женская роль в комедийном сериале                         | Мёртв для меня                      | Номинация |
| 2023 | Награды AARP за фильмы для взрослых      | Лучшая женская роль (ТВ)                                         | Мёртв для меня                      | Номинация |
| 2023 | Премия Гильдии киноактёров США           | Лучшая женская роль в комедийном сериале                         | Мёртв для меня                      | Номинация |
| 2023 | Эмми                                     | Лучшая женская роль в комедийном телесериале                     | Мёртв для меня                      | Номинация |